# Revolver Golden Gods Awards
Les Revolver Golden Gods Awards est un prix annuel de musique décerné depuis 2009 organisé par le magazine de musique américain Revolver et attribué à des musiciens solistes et à des groupes de rock, de punk et de métal. En 2014, les Revolver Golden Gods Awards ont eu lieu pour la dernière fois.

## Lauréats

### 2009
- Vic Firth Most Awesomely Good Drummer : Vinnie Paul
- Rockstar Energy Mayhem Festival Best Underground Metal Band : Isis
- Revolver Metal Industry Award : The Rainbow Bar & Grill
- Century Media/Nuclear Blast Album of the Year : Death Magnetic de Metallica
- Roadrunner Records Honorary Headbanger : Kat Von D
- Prosthetic Records Golden God : Dave Mustaine
- Monster Energy Monster Riff de l'année : Psychosocial de Slipknot
- Metalkult.com Most Viral Video : Protest the Hero
- Never Surrender Most Metal Athlete : Shaun White
- E1 Music Best Live Band : Slipknot
- Snap Jack Best New Talent : Suicide Silence
- Affliction Clothing Lifetime Achievement : Ozzy Osbourne
- Metal Hammer Ultimate Award of the Viking Bloody Dawn Unicorn Killer : Dethklok
- MySpace Reader’s Choice Award : The Acacia Strain
- Epiphone/Guitar World Most Mind-Blowing Guitarists : Jeff Hanneman, Kerry King
- Sinful Hottest Chick In Metal : Marta (Bleeding Through)

### 2010
- Revolver Golden God Award : Rob Halford
- Revolver Golden Gods Lifetime Achievement Award : Lemmy Kilmister
- Album de l'année : Black Gives Way to Blue d'Alice in Chains
- Comeback de l'année : Alice in Chains
- Best Vocalist : Ronnie James Dio
- Best Guitarist : Zakk Wylde
- Best Drummer : Jimmy Sullivan
- Best Live Band : Metallica
- Best Underground Band : The Dillinger Escape Plan
- Hottest Chick in Metal : Maria Brink (In This Moment)

### 2011
- Epiphone Best Guitarist Award : Synyster Gates, Zacky Vengeance (Avenged Sevenfold)
- Comeback de l'année : Murderdolls
- Best Live Band Award : Rammstein
- The Golden God Award : Alice Cooper
- Most Metal Athlete : The Miz (catch)
- Honorary Headbanger Award : William Shatner
- Duff McKagan then presented Best New Band : Black Veil Brides
- Best Drummer Award : Mike Portnoy
- Best Vocalist : M. Shadows (Avenged Sevenfold)
- Album de l'année : Nightmare de Avenged Sevenfold

### 2012
- Best Guitarists : Jinxx et Jake Pitts (Black Veil Brides)
- Best Drummer : Jeremy Spencer (Five Finger Death Punch)
- Paul Gray Best Bassist : Nikki Sixx
- Riff Lord : Slash
- Comeback de l'année : Slipknot
- Best International Band : X Japan
- Best Live Band : Avenged Sevenfold
- Best Vocalist : Amy Lee (Evanescence)
- Most Metal Athlete : CM Punk
- Most Dedicated Fans : Avenged Sevenfold
- Album de l'année : The Path of Totality de Korn
- The Golden God Award : Gene Simmons (KISS)
- Ronnie James Dio Lifetime Achievement Award : Rush

### 2013
- Epiphone Best Guitarist : John 5 (Rob Zombie)
- Best Drummer : Arejay Hale (Halestorm)
- Paul Gray Best Bassist : Lemmy Kilmister
- Best Vocalist : Corey Taylor
- Best New Talent : Device
- Most Metal Athlete : Triple H (catch)
- Best Live Band : Slipknot
- Comeback de l'année : Tenacious D
- Chanson de l'année : In the End de Black Veil Brides
- Most Dedicated Fans : HIM
- Album de l'année : Koi No Yokan de Deftones

### 2014
- Golden God Award : Joan Jett
- Prix pour l'ensemble de son œuvre : Axl Rose
- Album de l'année : 13 de Black Sabbath
- Chanson de l'année : Lift Me Up de Five Finger Death Punch
- Bester Film/Video : This Is a Wasteland de Pierce the Veil
- Beste Live-Band : Rob Zombie
- Bester Newcomer : Twelve Foot Ninja
- Comeback de l'année : Deep Purple
- Most Dedicated Fans : Avenged Sevenfold
- Bester Sänger : Josh Homme (Queens of the Stone Age)
- Beste/r Gitarrist/en : Synyster Gates et Zacky Vengeance (Avenged Sevenfold)
- Bester Bassist : Chris Kael (Five Finger Death Punch)
- Bester Schlagzeuger : Arin Ilejay (Avenged Sevenfold)
- Most Metal Athlete : Josh Barnett (arts martiaux mixtes, participant à l'UFC)